# Hydropionea fenestralis
Hydropionea fenestralis là một loài bướm đêm trong họ Crambidae.